# Vizegrafschaft Comborn
Die Vizegrafschaft Comborn im heutigen Département Corrèze ist nach der Burg Comborn in der Gemeinde Orgnac-sur-Vézère benannt.
Sie befand sich im 10. Jahrhundert im Besitz Hugos, eines jüngeren Sohnes des Grafen Armengol von Rouergue aus dem Haus Toulouse, dessen vermutliche Nachkommen aus dem Haus Comborn, die Vizegrafschaft bis zum Ende des Mittelalters hielten.
Archambaud I. Camba-Putrida heiratete im 10. Jahrhundert Sulpice de Turenne. Der älteste ihrer Enkel, Wilhelm (Guillaume), erhielt Turenne, das er seinen Nachkommen vererbte, während Comborn und die Vizegrafschaft Ventadour an den jüngern Enkel, Archambaud II. († vor 1038) und dessen Nachkommen gingen.
Im 12. Jahrhundert heiratete Archambaud IV. die Erbin der Vizegrafschaft Limoges, die an ihre älteren Söhne Guy und später Aymar ging, während Comborn beim jüngeren Sohn, Archambaud V., blieb. 1379 verkaufte Archambaud IX. die Vizegrafschaft Comborn seinem Vetter Guichard V. de Treignac († um 1421), einem Nachkommen Archambauds VI. 1496 verkaufte Amanieu de Treignac seinem Vetter Geoffroy de Pompadour, dem Sohn einer Tochter Guichards V.

## Vizegrafen von Comborn
- Hugo, 983 bezeugt, Herr von Quercy, Vizegraf von Comborn (Haus Comborn)
- Archambaud I. Camba-Putrida, 962 Vizegraf von Comborn, 951-um 1000 bezeugt, dessen Sohn, heiratete Sulpice de Turenne
  - Ebles I., 989 Vizegraf von Turenne, 989/1030 bezeugt, deren Sohn, heiratete Beatrix, Tochter von Richard ohne Furcht Herzog der Normandie (Rolloniden)
- Archambaud II., X vor 1038, um 1001/1030 Vizegraf von Comborn, deren Sohn
- Archambaud III., † kurz nach März 1086, 1043 Vizegraf von Comborn, dessen Sohn
- Ebles II., X nach 1086, Vizegraf von Comborn, dessen Sohn
- Bernard I., 1043/1129 bezeugt, 1092 Vizegraf von Comborn, Bruder Archambauds III.
- Archambaud IV. le Barbu, um 1097/1147 bezeugt, 1119–1124 Vizegraf von Comborn, dessen Sohn, heiratete Humberge von Limoges
- Archambaud V., Vizegraf von Comborn 1142-51/1199, dessen Sohn
- Hélie, 1178 Vizegraf von Combron, dessen Sohn
- Archambaud VI., 1178/1229 Vizegraf von Comborn, dessen Bruder
- Bernard II., † nach August 1256, Vizegraf von Comborn, dessen Sohn
- Archambaud VII., † 1277, 1250 Vizegraf von Comborn; ⚭ Marguerite de Pons
- Gui, † vor 1284, 1279 Vizegraf von Comborn, dessen Sohn
- Eustache, † 1298/1303, 1284 Vizegräfin von Comborn, dessen Tochter
- Eschivard IV. de Preuilly, † 1320, 1303 Vizegraf von Comborn, deren Ehemann
- Bernard III., † 1320, 1313 Vizegraf von Comborn, Bruder Guis
- Archambaud VIII., † 1367/68, 1334 Vizegraf von Comborn
- Archambaud IX., *1331, † nach 1380, Vizegraf von Comborn, 1379 Johanniter, verkauft Comborn 1379 an Guichard de Treignac, einen Verwandten aus dem Haus Comborn
- Guichard de Treignac, † 1412/15, 1379 Vizegraf von Comborn durch Kauf
- Jean I. de Treignac, † nach 1475, 1415 Vizegraf von Comborn, dessen Sohn
- Jean II. de Treignac, † nach 1486, Vizegraf von Comborn
- Amanieu de Treignac, † nach 1509, verkauft Comborn 1508 an Geoffroy de Pompadour
- Geoffroy de Pompadour, kauft Comborn 1508